# Pará

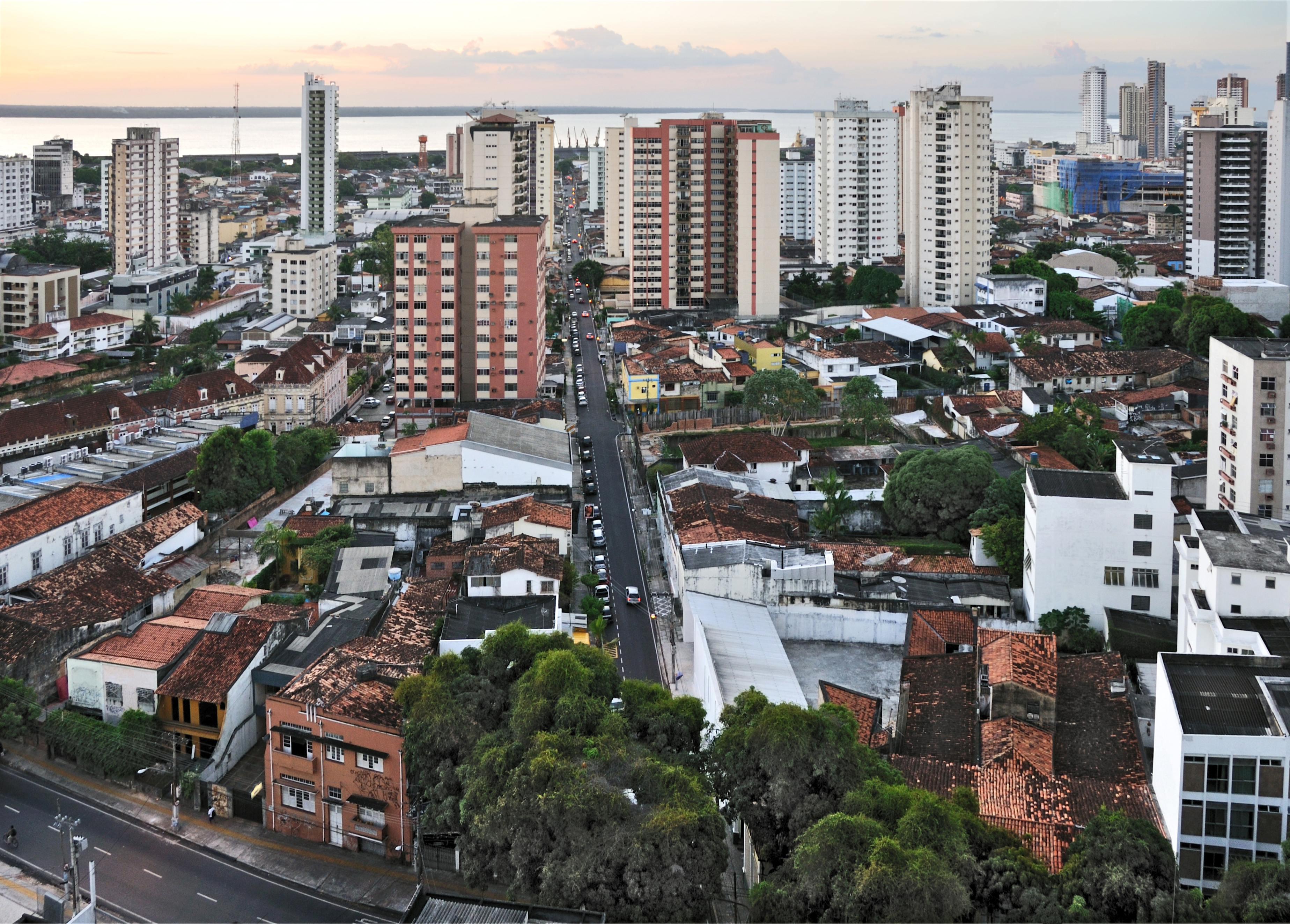
Belém központi városrésze

Pará állam Brazília északi részén. Amapá, Maranhão, Tocantins, Mato Grosso, Amazonas és Roraima államokkal és két országgal, Guyanával és Surinamemal is határos.

## Földrajzi adatok
- Területe 1 247 689 km², mellyel Amazonas után a 2. legnagyobb állam az országban
- Lakossága 7 792 561 fő volt 2012-ben[2]
- Népsűrűsége 6,2 fő/km²
- Székhelye: Belém

## Fordítás
- Ez a szócikk részben vagy egészben  a   Pará című angol Wikipédia-szócikk fordításán alapul.  Az eredeti cikk szerkesztőit annak laptörténete sorolja fel. Ez a jelzés csupán a megfogalmazás eredetét és a szerzői jogokat jelzi, nem szolgál a cikkben szereplő információk forrásmegjelöléseként.